# FA Cup 1919-1920
La FA Cup 1919-1920 fu la quarantacinquesima edizione del torneo calcistico più vecchio del mondo, la prima dopo un'interruzione di quattro stagioni per la prima guerra mondiale. Vinse per la sesta volta l'Aston Villa.

## Calendario
| Turno                           | Data                     |
| ------------------------------- | ------------------------ |
| Turno extra preliminare         | Sabato 13 settembre 1919 |
| Turno preliminare               | Sabato 27 settembre 1919 |
| Primo turno di qualificazione   | Sabato 11 ottobre 1919   |
| Secondo turno di qualificazione | Sabato 25 ottobre 1919   |
| Terzo turno di qualificazione   | Sabato 8 novembre 1919   |
| Quarto turno di qualificazione  | Sabato 22 novembre 1919  |
| Quinto turno di qualificazione  | Sabato 6 dicembre 1919   |
| Sesto turno di qualificazione   | Sabato 20 dicembre 1919  |
| Primo turno                     | Sabato 10 gennaio 1920   |
| Secondo turno                   | Sabato 31 gennaio 1920   |
| Terzo turno                     | Sabato 21 febbraio 1920  |
| Quarto turno                    | Sabato 6 marzo 1920      |
| Semifinali                      | Sabato 27 marzo 1920     |
| Finale                          | Sabato 24 aprile 1920    |

## Primo turno
| N. partita | Squadra casa            | Punteggio | Squadra trasferta       | Data            |
| ---------- | ----------------------- | --------- | ----------------------- | --------------- |
| 1          | Birmingham              | 2-0       | Everton                 | 10 gennaio 1920 |
| 2          | Blackpool               | 0-0       | Derby County            | 10 gennaio 1920 |
| Replay     | Derby County            | 1-4       | Blackpool               | 14 gennaio 1920 |
| 3          | Darlington              | 0-0       | Sheffield Wednesday     | 14 gennaio 1920 |
| Replay     | Sheffield Wednesday     | 0-2       | Darlington              | 19 gennaio 1920 |
| 4          | Bury                    | 2-0       | Stoke                   | 10 gennaio 1920 |
| 5          | Preston North End       | 3-1       | Stockport County        | 10 gennaio 1920 |
| 6          | South Shields           | 1-1       | Liverpool               | 10 gennaio 1920 |
| Replay     | Liverpool               | 2-0       | South Shields           | 14 gennaio 1920 |
| 7          | Southampton             | 0-0       | West Ham United         | 10 gennaio 1920 |
| Replay     | West Ham United         | 3-1       | Southampton             | 15 gennaio 1920 |
| 8          | Notts County            | 2-0       | Millwall                | 10 gennaio 1920 |
| 9          | Blackburn               | 2-2       | Wolverhampton Wanderers | 10 gennaio 1920 |
| Replay     | Wolverhampton Wanderers | 1-0       | Blackburn               | 15 gennaio 1920 |
| 10         | Aston Villa             | 2-1       | Queens Park Rangers     | 10 gennaio 1920 |
| 11         | Bolton Wanderers        | 0-1       | Chelsea                 | 10 gennaio 1920 |
| 12         | Grimsby Town            | 1-2       | Bristol City            | 10 gennaio 1920 |
| 13         | Middlesbrough           | 4-1       | Lincoln City            | 14 gennaio 1920 |
| 14         | West Bromwich Albion    | 0-1       | Barnsley                | 10 gennaio 1920 |
| 15         | Sunderland              | 6-2       | Hull City               | 14 gennaio 1920 |
| 16         | Luton Town              | 2-2       | Coventry City           | 10 gennaio 1920 |
| Replay     | Coventry City           | 0-1       | Luton Town              | 15 gennaio 1920 |
| 17         | Sheffield United        | 3-0       | Southend United         | 10 gennaio 1920 |
| 18         | Newcastle United        | 2-0       | Crystal Palace          | 10 gennaio 1920 |
| 19         | Manchester City         | 4-1       | Clapton Orient          | 10 gennaio 1920 |
| 20         | Fulham                  | 1-2       | Swindon Town            | 10 gennaio 1920 |
| 21         | Bristol Rovers          | 1-4       | Tottenham Hotspur       | 10 gennaio 1920 |
| 22         | Plymouth Argyle         | 2-0       | Reading                 | 10 gennaio 1920 |
| 23         | Bradford City           | 2-0       | Portsmouth              | 17 gennaio 1920 |
| 24         | West Stanley            | 3-1       | Gillingham              | 17 gennaio 1920 |
| 25         | Castleford Town         | 2-0       | Hednesford Town         | 10 gennaio 1920 |
| 26         | Bradford Park Avenue    | 3-0       | Nottingham Forest       | 10 gennaio 1920 |
| 27         | Huddersfield Town       | 5-1       | Brentford               | 10 gennaio 1920 |
| 28         | Cardiff City            | 2-0       | Oldham Athletic         | 10 gennaio 1920 |
| 29         | Port Vale               | 0-1       | Manchester United       | 10 gennaio 1920 |
| 30         | Newport County          | 0-0       | Leicester City          | 10 gennaio 1920 |
| Replay     | Leicester City          | 2-0       | Newport County          | 15 gennaio 1920 |
| 31         | Arsenal                 | 4-2       | Rochdale                | 10 gennaio 1920 |
| 32         | Thornycrofts (Woolston) | 0-0       | Burnley                 | 10 gennaio 1920 |
| Replay     | Burnley                 | 5-0       | Thornycrofts (Woolston) | 13 gennaio 1920 |

## Secondo turno
| N. partita | Squadra casa            | Punteggio | Squadra trasferta | Data            |
| ---------- | ----------------------- | --------- | ----------------- | --------------- |
| 1          | Birmingham              | 4-0       | Darlington        | 31 gennaio 1920 |
| 2          | Bristol City            | 1-0       | Arsenal           | 31 gennaio 1920 |
| 3          | Burnley                 | 1-1       | Sunderland        | 31 gennaio 1920 |
| Replay     | Sunderland              | 2-0       | Burnley           | 4 febbraio 1920 |
| 4          | Preston North End       | 2-1       | Blackpool         | 31 gennaio 1920 |
| 5          | Leicester City          | 3-0       | Manchester City   | 31 gennaio 1920 |
| 6          | Notts County            | 1-0       | Middlesbrough     | 31 gennaio 1920 |
| 7          | Wolverhampton Wanderers | 1-2       | Cardiff City      | 31 gennaio 1920 |
| 8          | Luton Town              | 0-2       | Liverpool         | 31 gennaio 1920 |
| 9          | Newcastle United        | 0-1       | Huddersfield Town | 31 gennaio 1920 |
| 10         | Tottenham Hotspur       | 4-0       | West Stanley      | 31 gennaio 1920 |
| 11         | West Ham United         | 6-0       | Bury              | 31 gennaio 1920 |
| 12         | Manchester United       | 1-2       | Aston Villa       | 31 gennaio 1920 |
| 13         | Plymouth Argyle         | 4-1       | Barnsley          | 31 gennaio 1920 |
| 14         | Bradford City           | 2-1       | Sheffield United  | 31 gennaio 1920 |
| 15         | Chelsea                 | 4-0       | Swindon Town      | 31 gennaio 1920 |
| 16         | Bradford Park Avenue    | 3-2       | Castleford Town   | 31 gennaio 1920 |

## Terzo turno
| N. partita | Squadra casa      | Punteggio | Squadra trasferta    | Data             |
| ---------- | ----------------- | --------- | -------------------- | ---------------- |
| 1          | Bristol City      | 2-1       | Cardiff City         | 21 febbraio 1920 |
| 2          | Liverpool         | 2-0       | Birmingham           | 21 febbraio 1920 |
| 3          | Preston North End | 0-3       | Bradford City        | 21 febbraio 1920 |
| 4          | Notts County      | 3-4       | Bradford Park Avenue | 21 febbraio 1920 |
| 5          | Aston Villa       | 1-0       | Sunderland           | 21 febbraio 1920 |
| 6          | Tottenham Hotspur | 3-0       | West Ham United      | 21 febbraio 1920 |
| 7          | Chelsea           | 3-0       | Leicester City       | 21 febbraio 1920 |
| 8          | Huddersfield Town | 3-1       | Plymouth Argyle      | 21 febbraio 1920 |

## Quarto turno
| N. partita | Squadra casa      | Punteggio | Squadra trasferta    | Data         |
| ---------- | ----------------- | --------- | -------------------- | ------------ |
| 1          | Bristol City      | 2-0       | Bradford City        | 6 marzo 1920 |
| 2          | Tottenham Hotspur | 0-1       | Aston Villa          | 6 marzo 1920 |
| 3          | Chelsea           | 4-1       | Bradford Park Avenue | 6 marzo 1920 |
| 4          | Huddersfield Town | 2-1       | Liverpool            | 6 marzo 1920 |

## Semifinali
| Sheffield 27 marzo 1920, ore 15:00 | Aston Villa | 3 – 1 | Chelsea | Bramall Lane (37, 771 spett.) |

| Londra 27 marzo 1920, ore 15:00 | Huddersfield Town | 2 – 1 | Bristol City | Stamford Bridge |

## Finale
| Arbitro: | J.T. Howcroft |

|             |           |  |
| Kirton 100’ | Marcatori |  |